# Vantanea micrantha
Vantanea micrantha är en tvåhjärtbladig växtart som beskrevs av Adolpho Ducke. Vantanea micrantha ingår i släktet Vantanea och familjen Humiriaceae. Inga underarter finns listade i Catalogue of Life.